# Véronique Genest
Véronique Genest, nata Véronique Combouilhaud (Meaux, 26 giugno 1956), è un'attrice francese.
Ha iniziato la carriera cinematografica nel 1980 nel film La banchiera. Ma diventerà una vera celebrità solamente nel 1992 con la serie televisiva Julie Lescaut.
Ha vinto tre premi Sept d'Or per la sua interpretazione nella serie Julie Lescaut: uno nel 1996, uno nel 1999 ed uno nel 2001.
Nel 2004 è stata decorata della legion d'onore dal presidente Jacques Chirac.
Nel 2007 ha sostenuto Nicolas Sarkozy all'elezione alla presidenza della repubblica francese.

## Vita privata
Véronique Genest è sposata dal settembre 1992 con Meyer Bokobza, dal quale ha un figlio.

## Filmografia
- La banchiera (La banquière) (1980)
- Nana (1981) Miniserie TV
- Guy de Maupassant (1982)
- Legittima difesa (Légitime violence) (1982)
- Adam et Ève (1983) Film TV
- Quartetto Basileus (1983)
- J'ai épousé une ombre (1983)
- Debout les crabes, la mer monte! (1983)
- Le ambizioni sbagliate (1983) Film TV
- Tango (1984)
- Emportez-la avec vous (1984) Film TV
- Ça n'arrive qu'à moi (1985)
- La baston (1985)
- Triple sec (1986)
- Chère canaille (1986)
- Suivez mon regard (1986)
- Strike (1987)
- Top Managers (Association de malfaiteurs) (1987)
- Sueurs froides, nell'episodio "Le chat et la souris" (1988)
- Une table pour six (1989) Film TV
- L'été de tous les chagrins (1989) Film TV
- Une femme tranquille (1989) Film TV
- Un père et passe (1989)
- Sirene di mezzanotte (Les sirènes de minuit) (1989) Film TV
- David Lansky, nell'episodio "Le gang des limousines" (1989)
- Le grand ruban (1990)
- Mit den Clowns kamen die Tränen (1990) Miniserie TV
- V comme vengeance, nell'episodio "Une table pour six" (1990) TV episode
- Ma tu mi vuoi bene? (1991) Miniserie TV
- On peut toujours rêver (1991)
- I segreti professionali del dr. Apfelglück (Les secrets professionnels du Dr Apfelglück) (1991)
- Série noire, negli episodi "La nuit du flingueur" (1986) e "Une gare en or massif" (1991)
- Et demain... Hollywood! (1992)
- Secret de famille (1992) Miniserie TV
- Sixième classique (1996) Film TV
- Droit dans le mur (1997)
- Un'adorabile cugina (Un amour de cousine) (1998) Film TV
- Imprevisti d'amore (On n'est pas là pour s'aimer) (2000) Film TV
- Une femme si parfaite (2003) Film TV
- Un transat pour huit (2006) Film TV
- La dame d'Izieu (2007) Miniserie TV
- Julie Lescaut (Julie Lescaut) (1992-2009) Serie TV